# Pace di Nisibis
La pace di Nisibis del 299, nota anche come prima pace di Nisibis, fu un trattato di pace firmato nel 299 dagli imperi romano e sasanide che concluse la guerra romano-sasanide del 296-299. Il confine stabilito a seguito del trattato fu mantenuto fino alla seconda pace di Nisibis del 363.
I termini del trattato sono noti da un riassunto del suo contenuto del VI secolo di Pietro Patrizio.

## Sfondo
Durante la guerra romano-sasanide del 296-299, nonostante i precedenti successi in Mesopotamia, lo scià sasanide Narsete fu sconfitto dal romano Cesare Galerio in Armenia in due battaglie successive. Durante il secondo scontro, la battaglia di Satala nel 298, le forze romane presero il campo di Narsete, il suo tesoro, il suo harem e sua moglie. Galerio continuò a sud attraverso il territorio sasanide e catturò la capitale sasanide, Ctesifonte, prima di tornare in territorio romano.
Nel 298, Narsete inviò il suo ambasciatore Afarban a negoziare la pace con Galerio e a supplicare il ritorno della famiglia di Narsete. Afarban fu licenziato e gli fu detto di attendere un inviato con cui i sasanidi potessero concludere un trattato. Diocleziano e Galerio si incontrarono a Nisibis nella primavera del 299 per discutere i termini del trattato. Presumibilmente, Galerio propose la sottomissione e la conquista dell'Impero sasanide, ma questo fu respinto da Diocleziano, i cui termini più moderati furono adottati e inviati ai Sasanidi. Sicorio Probo, il magister memoriae, fu inviato per trasmettere i termini del trattato a Narsete, che aveva preso residenza nella regione della Media.

## Trattato
I termini presentati da Sicorio Probo includevano:
- Cessione delle cinque satrapie ad est del Tigri all'Impero romano. Diversi scrittori offrono punti di vista opposti sulle satrapie richieste; alcuni sostengono che furono richieste le satrapie di Ingilene, Sofene, Arzanene, Corduene e Zabdicene[2][3] mentre altri sostengono che furono richieste le satrapie Arzanene, Moxoene, Zabdicene, Rehimene e Corduene.[2]
- Riconoscimento del Tigri come confine tra i due imperi[4]
- Estensione del confine dell'Armenia alla fortezza di Zintha in Media Atropatene[5]
- Trasferimento della sovranità dell'Iberia all'Impero romano e rinuncia al diritto di nominare i re iberici[3]
- Istituzione di Nisibis come unico luogo legale di commercio tra i due imperi[4]

Secondo lo storico britannico George Rawlinson, Narsete fu sorpreso da quelle che riteneva fossero richieste moderate e le accettò tutte tranne la quinta condizione del trattato, che fu successivamente ritirata da Sicorio Probo. Un altro storico britannico, Timothy Barnes, ha fornito un resoconto diverso, osservando che Probo dichiarò di non avere l'autorità di rivedere l'accordo, portando Narsete a sottomettersi.

## Conseguenze
Dopo la ratifica del trattato, Diocleziano iniziò a costruire e rafforzare le fortificazioni del Limes arabicus e degli Strata Diocletiana lungo il confine orientale dell'Impero romano. Diocleziano aumentò anche il numero di soldati di stanza lungo il confine.
Il trattato assicurò la pace tra i due imperi per quarant'anni fino all'invasione sasanide della Mesopotamia romana da parte di Sapore II alla fine degli anni 330.